# Synevyr
Søen Synevyr (ukrainsk : озеро Синевир) er den største sø i Karpaterne i Ukraine. Det er beliggende i Mizhhiria rajon, Zakarpatska oblast, ikke langt fra landsbyen Synevyr Poliana. Det er en del af Synevyr Nationalpark, som blev etableret i 1989. Forskere anslår, at søen blev dannet for omkring ti tusind år siden. I 2008 blev søen anerkendt som et af Ukraines syv naturlige vidundere (en).

## Beskrivelse
Synevyr-søen ligger i den nordvestlige del af Synevyr Nationalpark nær ved foden af det 1.495 meter høje bjerg  Ozerna. Det hører til regionen Pryvododilni  i den del af Kapaterne der hedder Gorgany, og ligger i en højde af 989 meter over havets overflade. Søen blev skabt i perioden efter Weichsel-istiden (omkring ti tusind år siden) på grund af et kraftigt jordskælvsinduceret tektonisk skift af lokale sandsten fra den sydlige skråning af bjerget Krasna, som blokerede en smal ådal. Den afvandes underjordisk  gennem en porøs naturlig dæmning og vender tilbage til overfladen 350 meter vest for søen, 60 meter under det gennemsnitlige søniveau.
Synevyr-søen får primært vand fra  tre vandløb. Vandstanden i bassinet ændrer sig konstant: den stiger under regn og intensiv tøbrud, og falder om vinteren og den tørre sæson. Som følge heraf svinger søens vandstand med 4 til 4,5 meter i løbet af året, dens areal varierer mellem 4,5 og 7,5 ha, og dens maksimale dybde varierer mellem 18 og 23,5 meter.
Skoven omkring søen menes at være 140 til 160 år gammel. Der er en meget lille ø midt i søen med et areal på få kvadratmeter, som kaldes Havøjet (Morske Oko). Øen har været oversvømmet i nogen tid.
En legende siger, at søen dukkede op for 2.485 måner siden ud af tårerne fra en af grevens døtre Syn, fordi hendes elskede, den verkhovynske cowboy Vir, blev dræbt efter ordre fra greven, hendes far.

## Nationalpark
Arkitekten Yurii Solomin (Юрій Соломін) udsmykkede området omkring søen med bidrag fra billedhuggerne Ivan Brodin (Іван Бродин) og Mykhailo Sanych (Михайло Санич), som skabte den røde træskulptur "(Syn i Vir)" . Kompositionen er 13 meter høj og hviler på en stålbund.
Svømning, camping og fiskeri ved den sø er forbudt, men parken tilbyder forskellige services, for små penge. Der er en naturskøn sti rundt om søen. Langs stiparken finder gæsterne et par lysthuse og et "hvilehus". Der er også en rideservice, der tager kunderne med på en tur rundt om søen.

### Ramsarområde
Et område på 29 ha blev i 2003 udpeget til Ramsarområde bl.a pga.  flodkrebsen Astacus astacus og plantearter, der er opført på  Ukraines rødliste, er registreret i området. Søens flydende vegetationssamfund er repræsenteret af forskellige arter af Potamogeton og kystvands plantesamfund af Glyceria fluitans, Equisetum palustre og Mentha piperita.